# Hříšice
Hříšice (deutsch Reispitz) ist eine Gemeinde in Tschechien. Sie befindet sich fünf Kilometer nordöstlich von Dačice in der Böhmisch-Mährischen Höhe und gehört zum Okres Jindřichův Hradec.

## Geographie

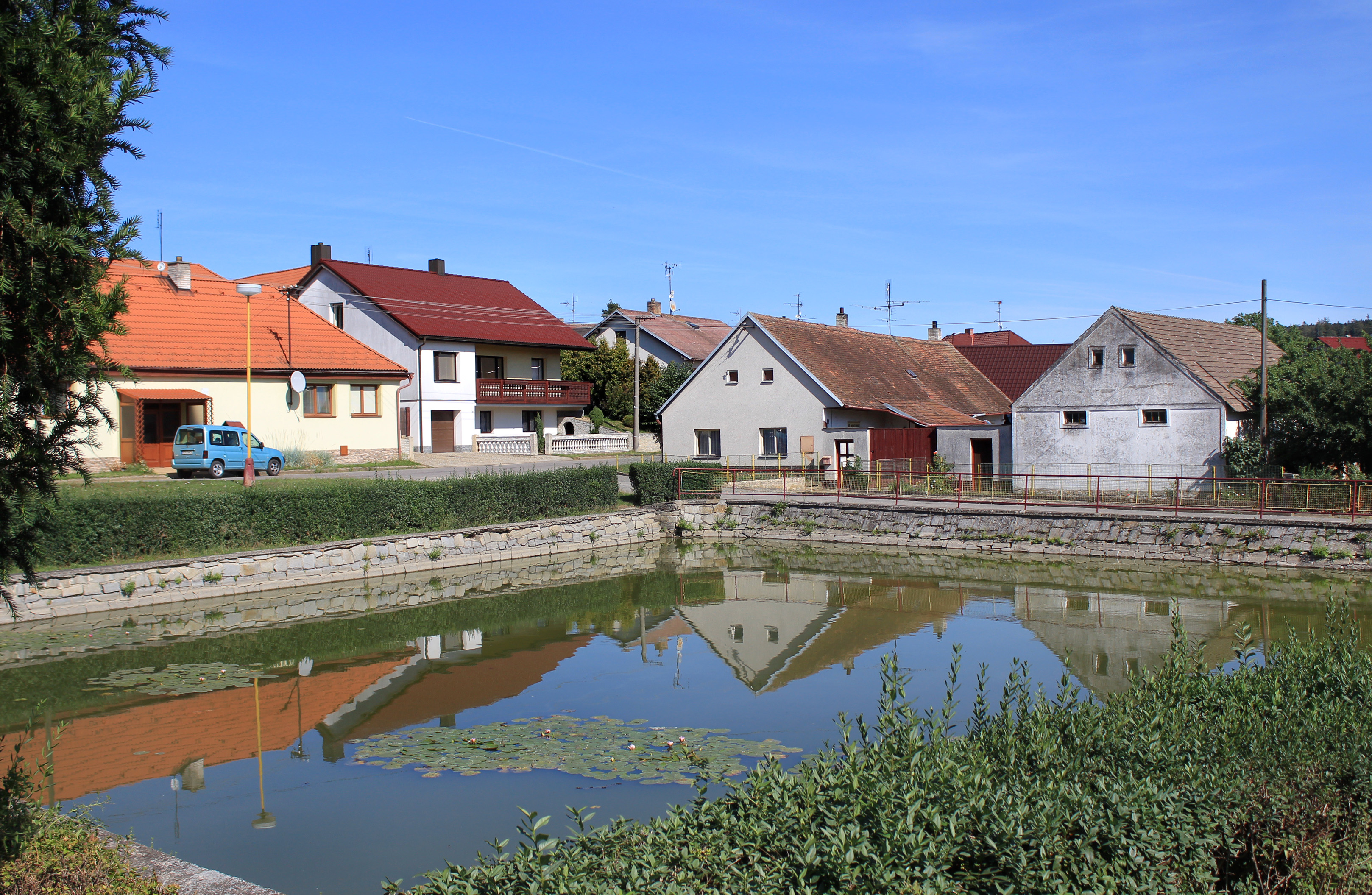
Hříšice, Dorfteich

Das mährische Dorf Hříšice liegt rechtsseitig über dem Tal der Vápovka. Östlich erstreckt sich ein Hügelzug, dessen höchste Erhebung die 665 Meter hohe Bába ist.
Nachbarorte sind Strachoňovice und Dolní Vilímeč im Norden, Červený Hrádek im Nordosten, Jersice und Horní Slatina im Osten, Vesce und Budíškovice im Südosten, Dobrohošť im Süden, Bílkov im Südwesten, Malý Pěčín im Westen sowie Černíč im Nordwesten.

## Geschichte
Erstmals urkundlich erwähnt wurde das Dorf im Jahre 1353 als Besitz des Bohuněk von Volfířov. Seit dem Ende des 14. Jahrhunderts war Hříšice der Burg Bílkov untertänig, und nach deren Zerstörung im Jahr 1444 kam der Ort zur Herrschaft Dačice.
Das Dorf bestand 1656 aus 26 Gehöften und 1840 waren es 40 Häuser mit 237 Bewohnern. 1870 wurde Hříšice zur selbständigen Gemeinde.
Nachdem 1959 schon Jersice nach Červený Hrádek eingemeindet worden war, wurde 1980 auch Hříšice eingegliedert. Seit 1990 bildet Hříšice wieder eine selbstständige Gemeinde.

## Gemeindegliederung
Die Gemeinde Hříšice besteht aus den Ortsteilen Hříšice (Reispitz) und Jersice (Jersitz), die zugleich auch Katastralbezirke bilden.

## Sehenswürdigkeiten
- Kapelle Johannes des Täufers am Dorfplatz, erbaut 1775